# 山口県道213号きらら浜沖の原線
山口県道213号きらら浜沖の原線（やまぐちけんどう213ごう きららはまおきのはらせん）は、山口県山口市を通る一般県道である。

## 概要
山口市阿知須の山口県道212号山口阿知須宇部線交点から国道190号交点に至る。
2001年（平成13年）2月23日に認定された路線。山口県道216号善和阿知須線とともに、山口宇部道路 阿知須ICと山口きらら博会場であるきらら浜を結ぶ道路として整備された。全線が4車線（片側2車線）で整備されており、道路状況は良い。
開通時は山口きらら博の開催期間中であったこともあり頻繁に渋滞が発生していたが、同博覧会の終了後は交通量が減少し、山口きらら博記念公園内で大きな行事が開催される際に、きらら浜中交差点付近がやや混雑することを除くと、閑散としていることが多い。

### 路線データ
- 起点：山口市阿知須（きらら浜中交差点、山口県道212号山口阿知須宇部線交点）
- 終点：山口市阿知須（国道190号交点）

## 歴史
- 2001年（平成13年）2月23日 - 山口県告示第125号により路線認定[1]。
- 2005年（平成17年）10月1日 - 山口市と佐波郡徳地町、吉敷郡秋穂町・阿知須町・小郡町が対等合併して改めて山口市が発足したことに伴い全線が山口市域のみを通る路線になり、併せて起終点の地名表記が変更される。

## 路線状況

### 道路施設

#### 道の駅
- きらら あじす（山口市）

## 地理

### 通過する自治体
- 山口県
  - 山口市

### 交差する道路
| 交差する道路                  | 交差する場所 | 交差する場所            |
| ----------------------------- | ------------ | ----------------------- |
| 山口県道212号山口阿知須宇部線 | 阿知須       | きらら浜中交差点 / 起点 |
| 山口県道216号善和阿知須線     | 阿知須       |                         |
| 国道190号 / 阿知須バイパス    | 阿知須       | 終点                    |

### 交差する鉄道
- 宇部線

### 沿線
- 山口きらら博記念公園 - 山口きらら博（2001年（平成13年）開催）会場跡地
- 山口市役所 阿知須支所